# Terplán Sándor
Terplán Sándor szlovénül: Aleksander Terplan, másutt Trpljan (Ivanovci, 1816. május 1. – Pucinc, 1858. március 18.) magyarországi szlovén evangélikus lelkész és író.

## Élete
Alsószentbenedeken (ma Ivanovci, Szlovénia) született evangélikus családban. A községből már számos pap került ki, katolikusok és evangélikusok is, köztük több irodalmár, mint Ivanóczy Ferenc, vagy Borovnyák József.

Terplán édesapja Terplán Iván szabó volt és borkereskedelemmel is foglalkozott. Édesanyja nemes Berke Zsuzsanna, akinek unokaöccse nemes Berke János evangélikus író és tótkeresztúri (Križevci) lelkipásztor volt.

Iskoláit részben Domonkosfán (ma Domanjševci) végezte, itt főleg számtant tanult, 1826-ban a Zala vármegyei Szentgyörgyvölgy iskolájában folytatta tanulmányait, ahol többek közt latinul is megtanult. 1828-tól tanult Kőszegen és Sopronban, utóbbi helyen már teológiát. 1837-ben ösztöndíjat kapott és Bécsbe ment tanulni 1838-ban.
Battyánd (ma Puconci) községben volt először káplán, ahol ekkor majdnem 150 forintot keresett, ezt követően Szombathelyre ment rövid időre, ahonnét 1843 telén tért vissza és a battyándi evangélikus plébánia papja lett 1844-től.

Meglehetősen fiatalon, 42 éves korában érte a halál, késő este, körülbelül két heti betegség után.
Terplán nagyon sokat tett a helyi szlovén lakosság nemzeti fennmaradása érdekében. Kapcsolatban állt más murai irodalmárokkal is, így Czipott Rudolffal, aki a temetését is celebrálta.

Első alkotása két imakönyv volt, amelyek 1838-ban jelentek meg, az egyik temetésekre és virrasztásokra szólt. Továbbiakban ABC-s könyve is íródott, több műve viszont csak halála után jelent meg. Egy betegek gyóntatásáról szóló kéziratos műve olvasható magyar és német nyelven, illetve egy temetési imádságokat tartalmazó ciklusa magyarul. Legfőbb műve azonban a Zsoltárok könyvének vend nyelvű fordítása.
Božidar Raič szlovén politikus és nyelvész kéziratban maradt műveire is különös figyelmet szentelt.

## Művei
Kiadott alkotások
- Dvakrat 52 Bibliszke historia (Kétszer 52 bibliai történet), 1847 Kőszeg
- Knige 'zoltárszke (Zsoltáros könyv), 1848 Kőszeg
- Peszmi i réd (Énekek és rend), 1856 Graz
- Krszcsánsztva Ábéczé (Keresztyén ABC), 1869 Sopron

Kéziratban fennmaradt művek
- Agenda (Szertartáskönyv), 1838 decembere
- Molitvi na rázlocsne potrebcsine, 1838. október 7.
- Molitvi pri Szprevájanyi i pokápanyi Mrtveczov (Ima az eltemetettekért), 1838.
- Szpoved Betecznikov (Betegek gyóntatása), 1849.
- Betegek gyóntatása, 1849
- Kranken-Communion, 1849. október 7.
- Temetéskorra való imádságok, 1849.